# Little Fauss and Big Halsy (banda sonora)
Little Fauss and Big Halsy es la banda sonora de la película lanzada en 1970 del mismo nombre. El Disco en acetato fue lanzado el año 1971 bajo el sello Columbia y son canciones enteramente del cantante country Johnny Cash y fueron escritas por Cash, Bob Dylan y Carl Perkins, el álbum no fue un gran éxito y por eso no salió en los rankings.

## Canciones
Rollin' Free – 2:24
(Cash)

Ballad of Little Fauss and Big Halsy – 2:29
(Carl Perkins)

Ballad of Little Fauss and Big Halsy [Version Instrumental] – 1:48
(Carl Perkins)

706 Union – 2:18
(Carl Perkins)

Little Man – 2:53
(Cash)

Little Man [Version Instrumental] – 2:41
(Cash)

Wanted Man – 2:54
(Bob Dylan)

Rollin' Free [Version Instrumental] – 2:38
(Cash)

True Love is Greater Than Friendship – 2:36
(Carl Perkins)

Movin' – 3:04
(Carl Perkins)

Little Man [Version Instrumental] – 2:54
(Cash)

True Love is Greater Than Friendship [Version Instrumental] – 3:18
(Carl Perkins)

Movin'[Version Instrumental] – 2:32
(Carl Perkins)

## Personal
- Johnny Cash - Vocalista
- Carl Perkins - Guitarra